# 동일시
동일시(同一視)는 정신분석학에서 쓰이는 용어로 자기가 좋아하거나 존경하는 사람의 태도, 가치관, 행동 등을 자기의 것으로 받아들여 가는 과정을 말한다. 그래서 자기도 모르는 사이에 그 사람의 행동과 말투, 사고방식과 닮게 된다.
통합과 분화가 감정기복에 따른 변화의 영향에서 자유로워지면서, 안정된 자기이미지와 대상이미지가 발달한다. 그러나 대상항상성의 습득이 우리가 더 이상 변화하지 않음을 시사하는 것은 아니다. 우리는 그 후에도 여전히 사랑하는 대상의 측면을 받아들이고 이에 따라 우리의 자기 이미지를 바꾸어 나간다. 이런 과정을 동일시(identification)라고 부른다. 통합과 분화의 능력이 발달함에 따라, 이렇게 내사된 대상-표상은 새로운 정신적 표상으로 대사작용을 거치고 변형된다. 동일시는 대상이미지의 측면들을 자기이미지로 귀속시키는 것이다(Sandler & Rosenblatt, 1962). 동일시는 중요한 대상과 자신의 구별된다는 느낌을 유지하면서 그 대상이미지의 어떤 측면을 자기이미지로 귀속시키는 능력이다. 전 생애를 통해 동일시는 다른 사람에게 우리 자신을 열어놓고 그들이 우리에게 영향을 미치고 우리가 변하도록 돕게 하는 방식이다.